# Cutie Honey
„Cutie Honey“ (japanski キューティーハニー, Kyūtī Hani, znan i kao „Cutey Honey“) japanska je medijska franšiza koju je stvorio Go Nagai. „Cutie Honey“ prvi put se pojavila u svesku 41. izdanja Shounen Championa 1973. Prema Nagaiju, ona je prvi ženski protagonist bilo koje Shounen manga serije.
Franšiza obuhvaća mnoga djela, uključujući brojne manga serije, dvije anime TV serije, dvije OVA serije, dvije CD-drame, te dvije igrane adaptacije. Prvi anime, objavljen 1973., smatra se izdankom žanra „magical girl“ u retrospektivi. Animirane i igrane verzije dijele zajedničku uvodnu pjesmu, koja je obrađena mnogo puta sa strane različitih izvođača. Dok se točan izgled junakinje razlikuje ovisno o različitim verzijama, sve ju prikazuju kao običnu plavokosu djevojku po imenu Honey Kisaragi, koja se može transformirati u prsatu, crvenokosu superjunakinju Cutie Honey i ostale specijalizirane oblike kako bi se borila protiv raznih zlikovaca koji prijete njoj ili svijetu. Jedan od zaštitnih znakova junakinje je da sve ove transformacije uključuju privremeni gubitak njene odjeće u kratkom privremenom razdoblju u kojem se mijenja iz jednog oblika u drugi. 
Nagai je inspiraciju za lik Honey dobio iz klasičnih serija koje su sadržavale protagoniste koji su uzimali sedam različitih oblika, kao što su „Bannai Tarao“ i „Rainbowman" (1972). Honey je poznata po tome što je bila neobično nestašna za japansku žensku junakinju koja često zadirkuje svoje muške prijatelje te se ruga svojim neprijateljima u borbi. Pretvarajući se u Cutie Honey, ona daje kratak sažetak formi koja je prethodno uzela u pojedinoj epizodi, i zatim izjavljuje: "Ali moj pravi identitet je…Honey Flash!"
Općenito je prihvaćeno da mnogi kasniji „magical girl“ animei, kao što su „Mjesečeva ratnica“ i „Card Captor Sakura“, puno duguju ovoj seriji. U 2005., TV Asahi je objavio dvije liste "100 najboljih animiranih ostvarenja". "Cutie Honey" se našla i na jednoj i na drugoj: na listi koja je sastavljena prema anketi provedenoj diljem nacije, našla se na 53. mjestu, a na listi sastavljenoj po online anketi Japanaca, završila je na 75. mjestu.

## Verzije iz 1970-ih
Prvi, izvorni radovi franšize bili su TV serija i dvije različite manga serije. Jednu mangu je napisao Go Nagai, a drugu Ken Ishikawa. Nagaijeva je manga iz 1973. ponovno objavljena 1985. kao jedan svezak, no daljnje verzije „Cutie Honey“ nisu bile objavljene do 1992. Dok je Nagaijeva manga opisana kao znanstvena-fantastika, anime se smatra, barem u retrospektivi, „magical girl“ serijom.
U tim verzijama, Honey Kisaragi je normalna učenica katoličke škole, sve do dana kada je njezina oca ubila tajnovita "Panther Claw" organizacija. Nakon njegove smrti, ona otkrije da je zapravo android kojeg je on stvorio a da je u njoj uređaj koji može "stvoriti materiju iz ničega"(空中 元素 固定 装置, kūchū genso kotei Sochi, različito prevedeno kao "[atmosferski] mehanizam kondenzatora elementa", "Fiksni sustav elemenata zraka", "Airborne Element Solidifier", itd.). Sa svojim povikom "Honey Flash!" ona može koristiti uređaj kako bi se transformirala u crvenokosu superjunakinju Cutie Honey s mačem. Ovaj uređaj, ili slični uređaji, su korišteni da objasne njene moći u svim kasnijim verzijama priče. 
Dok je pohađala Saint Chapel školu za djevojke, Honey traži osvetu protiv „Panther Claw“ organizacije, koju vodi drevno iskonsko zlo poznato kao Panther Zora i njezina mlađa Sestra Jill. Zora želi "najrjeđe stvari na svijetu", te traži Honeyjin uređaj, dok Jill, vođa grupe u Japanu, "samo želi najfinija bogatstva", te je zadivljena s Honey.  Honeyjina najbolja prijateljica u školi je Aki "Nat-Chan" Natsuko. U mangi, Nat-chan, kao i neki drugi učenici, su pomalo zaljubljeni u Honey, no ta je karakteristika umanjena u TV seriji. 
Honey pomaže Danbei Hayami i njegova dva sina, novinar Seiji i mladi Junpei. Danbei se temelji na liku Daemon iz Nagaijeva prethodnog rada „Abashiri Family“. Nagaijeva je manga također posudila lik Naojiro iz toga serijala (u ženskom obliku, Sukeban Naoko); anime posuđuje i Paradise školu, zajedno s likovima Naojiro i Goeman (učitelj u školi) iz iste serije.

### TV serija
„Cutie Honey“ anime serija se emitirala od 13. listopada 1973 do 30. ožujka 1974. TV-serija je mnogo pitomija od manga verzije zbog uklanjanja nasilja, vulgarnog humora i lezbijskih elemenata, ali zadržala se činjenica da Gđu. Alphonne privlači Honey. 
Izvorno, „Cutie Honey“ je trebala biti shōjo serija poput kasnije verzije „Cutie Honey Flash“ iz 1990-ih, usredotočujući se više na vezu Honey i Shuna Kazama (Seiji), bez golotinje ili pretjeranog nasilja. Manga je trebala izlaziti u mjesečnom časopisu Ribbon, a serija je trebala biti emitirana u 7:00 ujutro na NET TV, na rasporedu koji je tradicionalno bio rezerviran za maho shōjo („magical girl“) serije. Međutim, to je mjesto dano seriji „Miracle Shōjo Limit“ (koja je imala slab rejting), a „Cutie Honey“ je trebala biti emitirana u emisiji „Majū Kaijin Daihenshin!“ koja je prethodno emitirala anime serije „Micord S“ i „Devilman“. Zbog toga, „Cutie Honey“ je potom trebala postati Shonen serija (za mladiće), čime je postala prva „magical girl“ anime serija za dečke. Da bi privukla mladu mušku publiku, dodano je više akcije a Nagaiju je predložene za crtati Honey golu tijekom njenih transformacija.
U seriji, Honey Kisaragi je 16-godišnja djevojka koja otkriva da je super android nakon što joj je otac ubijen od organizacije „Panther Claw“ koja se nada da će postići "neograničeno bogatstvo" i ukrasti uređaj unutar Honey kako bi se tako domogli "stvaranju beskrajnom opskrbom dragulja."
U školi, Honey je donekle "školski klaun" te uživa zadirkivati nastavnike Alphonne i Miharu. Velik dio komičnih situacija u originalnoj seriji dolazi od njenih podviga u školi. Miharu u početku smatra da je Honey nepopravljiva nametnica, ali Alphonne je privučena njom te pokušava biti dobra prema njoj. 
Obitelj Hayami pomaže Honeyi u njenoj borbi. Seiji je prva osoba koja otkrije Honeyjin tajni identitet. On ju upoznaje slučajno te se zaklinje da će joj pomoći. Njegov otac Danbei i brat Junpei također gaje simpatije prema Honey. Kasnije u seriji, Honey upozna Danbeijovog nećaka Naojiroija. On je "šef" Paradise škole, koja je puna delinkvenata. Honey se pridružuje školi i postaje novi "šef". 
Honey ima veliku listu alter-ega nakon transformacija u ovoj seriji, uključujući: 
- Hurricane Honey (biciklistica). Žena koja je "cool" sa svojim motociklom, kad god treba pobjeći.
- Misty Honey (pjevačica). Pjevačica koja koristi svoj mikrofon kao oružje.
- Idol Honey (stjuardesa). Žena prerušena u stjuardesu.
- Flash Honey (fotograf). Novinarka koja privremeno zaslijepi svoje protivnike bljeskom njene kamere.
- Fancy Honey (model). Model koji koristi duge cigarete kao oružje.
- Cutie Honey (junakinja). Crvenokosa junakinja s mačem, borac za ljubav.

### Glasovi
- Eiko Masuyama - Honey Kisaragi/Cutie Honey
- Katsuji Mori - Seiji Hayami
- Kazuko Sawada - Junpei Hayami
- Jouji Yanami - Profesor Kisaragi
- Nobuyo Tsuda - Panther Zora
- Noriko Watanabe - Sestra Jill

### Utjecaj
U 1992., Nagai je napisao da je ideju za junakinju od "Sedam transformacija" iznio jedan producent u Toei studiju; također primjećuje da je njegova odluka da se ispostavi da je protagonist "ženski android" iznikao iz ženskih likove iz njegovih prethodnih djela, „Harenchi Gakuen“ i „Abashiri Family“, te od lika Marije iz filma „Metropolis“.
Izvan Japana, jedina zemlja u kojoj je originalna „Cutie Honey“ serija do sad emitirana je Francuska, gdje je objavljena pod naslovom Cherry Miel ( "Cherry Honey") od kolovoza 1988. do veljače 1989.
Za televizijsku anime seriju, originalna „Cutie Honey“ postigla je respektabilan rejting u Japanu. Serija postigla najveći rejting od 11,6% u epizodi 18 (emitiranoj 11. veljače 1974.), te je općenito postigla rejting od oko 8-10%. Shingo Araki, dizajner likova i redatelj animacije za seriju, kasnije će raditi na seriji „Saint Seiya“ i mnogim drugim serijama. Eiko Masuyama, koja je posudila glas naslovnoj junakinji, također je radila i u „Lupin III“ seriji. 

## Verzije iz 1990-ih
Prve nove verzije Cutie Honey priče su New Cutie Honey OVA i Cutie Honey Flash  anime serija iz 1990-ih. OVA se odigrava nakon događaja iz originalnih verzija, dok je TV serija moderna obrada prve serije.  
Nagai je također stvorio novu manga seriju 1992., koja se odigrava 30 godina nakon originalne. Objavljena je i u SAD-u kao Cutie Honey '90. Primila je dosta kritika zbog „loše kvalitete“ i „likova koji izgledaju šeprtljavo“.
Godine 1995. pojavila se i videoigra Cutie Honey.

### New Cutie Honey
1994. objavljena je New Cutie Honey OVA anime serija koja je obuhvatila 8 epizoda te imala mnoge reference na ranije Nagaijeve radove, kao što Mazinger i Devilman.  Dok prve 4 epizode sadrže potpunu priču, zadnje 4 uzimaju pristup tzv. „čudovišta dana“ protiv kojih se bori junakinja. Zanimljivo je spomenuti da je napisan scenarij i za 9. epizodu, Božićnu priču, koja pak nikada nije snimljena ali je objavljena kao CD drama. Ovo je jedini „Cutie Honey“ anime koji je zasad pušten u redovnu distribuciju u SAD-u.   

### Cutie Honey Flash
1997., nova shoujo „Cutie Honey“ anime serija, Cutie Honey Flash, se počela emitirati na istom terminu u Japanu na kojem se emitirala slavna serija Mjesečeva ratnica nakon što je ova završila sa zadnjom sezonom, „Sailor Stars“. Mnogi članovi ekipe iz „Starsa“, među njima i redatelj animacije Miho Shimagasa, prešli su naknadno na „Cutie Honey Flash“ te prenijeli neke dizajne likova i elemente iz „Mjesečeve ratnice“ na ovu priču. Serija je emitirana i u Njemačkoj.
Priča je više-manje obrada originalne serije iz 1973., samo što je mnogo pitomija i tradicionalnije postavljena. Svi likovi iz izvorne serije su se vratili, izuzev Junpeija, Naojiroa i osoblja iz Paradise škole. Anime također predstavlja novi lik, „Misty Honey“. Iako su producenti isprva planirali upotrijebiti i kompjutersku animaciju, na kraju je serija ipak crtana klasičnom animacijom.  

## Kasnije verzije
Cutie Honey franšiza ponovno se nakon kratke stanke nastavila i u 2000-ima, s igranim filmom iz 2004., TV serijom iz 2007. i jednom OVA-om. 
Također su proizvedene neke nove manga verzije. Prva, "Cutie Honey, the legend of an angel", je išla od 2001. do 2003. Druga manga, "Cutie Honey a Go Go!", je išla od 2003. do 2005.;  Treća, "Cutie Honey Seed", je išla od 2004. do 2006.; nju je „napisao Go Nagai, ali ju nije nacrtao“ a govori priču o dječaku zvanom Yuuta koji je veliki „Cutie Honey“ obožavatelj te sretne vanzemaljca sa sličnim moćima kao i Honey.

### Igrani film iz 2004.
2004. pojavio se igrani Cutie Honey film kojeg je producirao Gainex a režirao Hideaki Anno, dok glavnu ulogu igra manekenka Eriko Sato. Film je labava ekranizacija priče, u kojemu se Cutie Honey, nakon smrti svojeg oca, bori protiv zle „Panther Claw“ organizacije koja se skriva kod Tokijskog tornja. Ponovno upoznaje Seijija, dok je Aki Natsuko u ovoj priči policajka. Nagai ima mali cameo nastup pred kraj filma, kao vozač automobila na kojeg padne Honey. Iako je priča jako šašava, dio kritike je hvalio živahan humor i specijalne efekte koji su ljudske pokrete u bitkama učinili da izgledaju poput crtića. Film je objavljen i u SAD-u na DVD-u.  

### Re: Cutie Honey
Gainax je također producirao Re: Cutie Honey, trodijelnu OVA seriju.  Prva epizoda emitirana je na kanalu Animax samo dva mjeseca nakon objavljivanja igranog filma. Kasnije je cjelokupna serija objavljena na DVD-u. Priča prepričava istu radnju kao i film, ali sadrži više golotinje i razvoj likova. Hideaki Anno je režirao cijelu seriju, ali je svaka epizoda imala svojeg redatelja, zbog čega se primijeti razlika u stilovima.  

### Cutie Honey The Live
2007. pojavio se i televizijska obrada serije u obliku igrane serije Cutie Honey The Live, emitiran na kanalu TV Tokyo 2. listopada 2007. Glavu ulogu tumači Mikie Hara.  Serija govori o Honey, Miki i Yuki, tri djevojke koje se mogu transformirati ali su jako različitih mentaliteta, no moraju se ujediniti kako bi se borili protiv „Panther Claw“ organizacije koju vode četiri vođe. 

## Vanjske poveznice
- Cutie Honey (1973) u internetskoj bazi filmova IMDb-a
- Cutie Honey (1994) u internetskoj bazi filmova IMDb-a
- Cutie Honey (1997) u internetskoj bazi filmova IMDb-a
- Cutie Honey na Anime News Network Encyclopedia
- Cutie Honey Flash na Anime News Network Encyclopedia
- Cutie Honey (1973) na AnimeNfo.com